# اسرائیل و برنامه هسته‌ای ایران

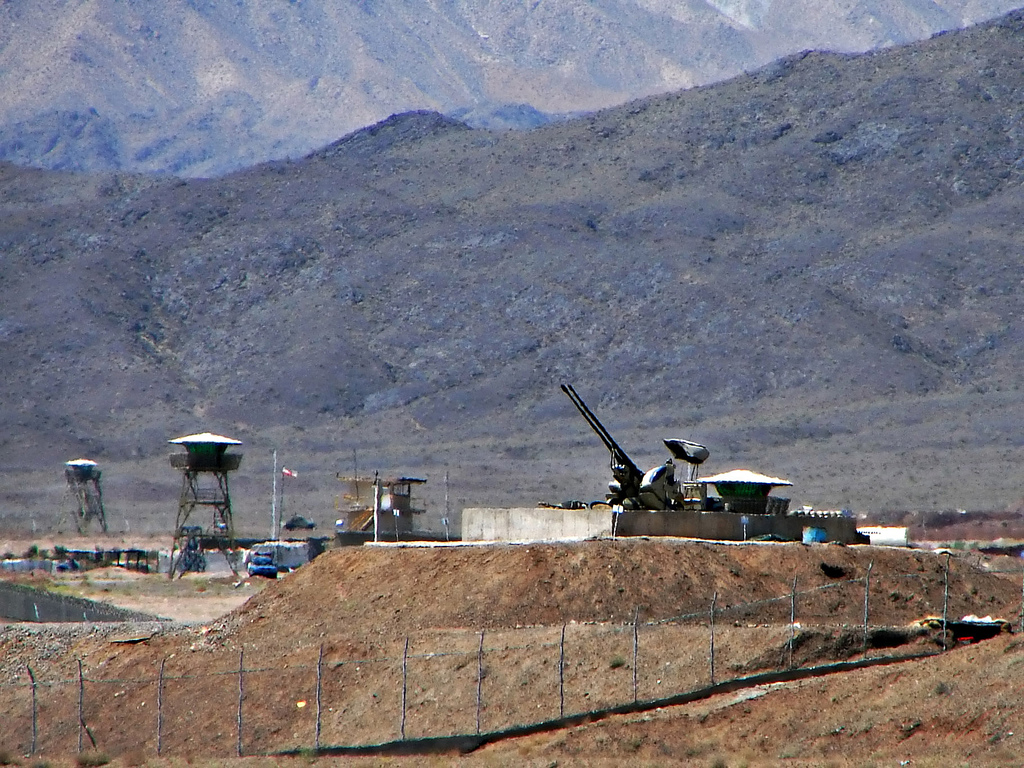
پدافند هوایی ایران در حوالی تأسیسات هسته‌ای نطنز.

دولت اسرائیل معتقد است که در صورت دست‌یابی جمهوری اسلامی ایران به ساخت سلاح‌های اتمی، موجودیت اسرائیل در خطر جدی قرار خواهد گرفت و این کشور اولین هدف حمله احتمالی اتمی ایران خواهد بود. بنیامین نتانیاهو، نخست‌وزیر پیشین اسرائیل که از وی به عنوان یکی از موافقان «حمله پیش‌ گیرانه» اسرائیل به تأسیسات هسته‌ای ایران یاد می‌شود، بارها در سخنرانی‌های رسمی تأکید کرده است که «همه خطرها در مقایسه با خطر ناشی از هسته‌ای شدن ایران کوچک و بی‌اهمیت است».
دولت ایران بارها تأکید کرده است که برنامه هسته‌ای این کشور برای مصارف صلح آمیز مانند تولید انرژی و مسائل پزشکی است و در پی ساخت سلاح اتمی نیست.
همچنین دولت ایران در جریان تهدیدات حمله اسرائیل بر این نکته تأکید دارد که به «سناریوی حمله» اسرائیل به ایران «پاسخی سنگین» خواهد داد و سید علی خامنه‌ای، رهبر حکومت ایران و فرمانده کل قوا نیز گفته است که «هر کس که فکر تجاوز به جمهوری اسلامی ایران در مخیله‌اش خطور کند، باید خود را آماده دریافت سیلی‌های محکم و مشت‌های پولادین ارتش، سپاه و بسیج کند».

## موافقان و مخالفان حمله پیش‌ گیرانه در اسرائیل

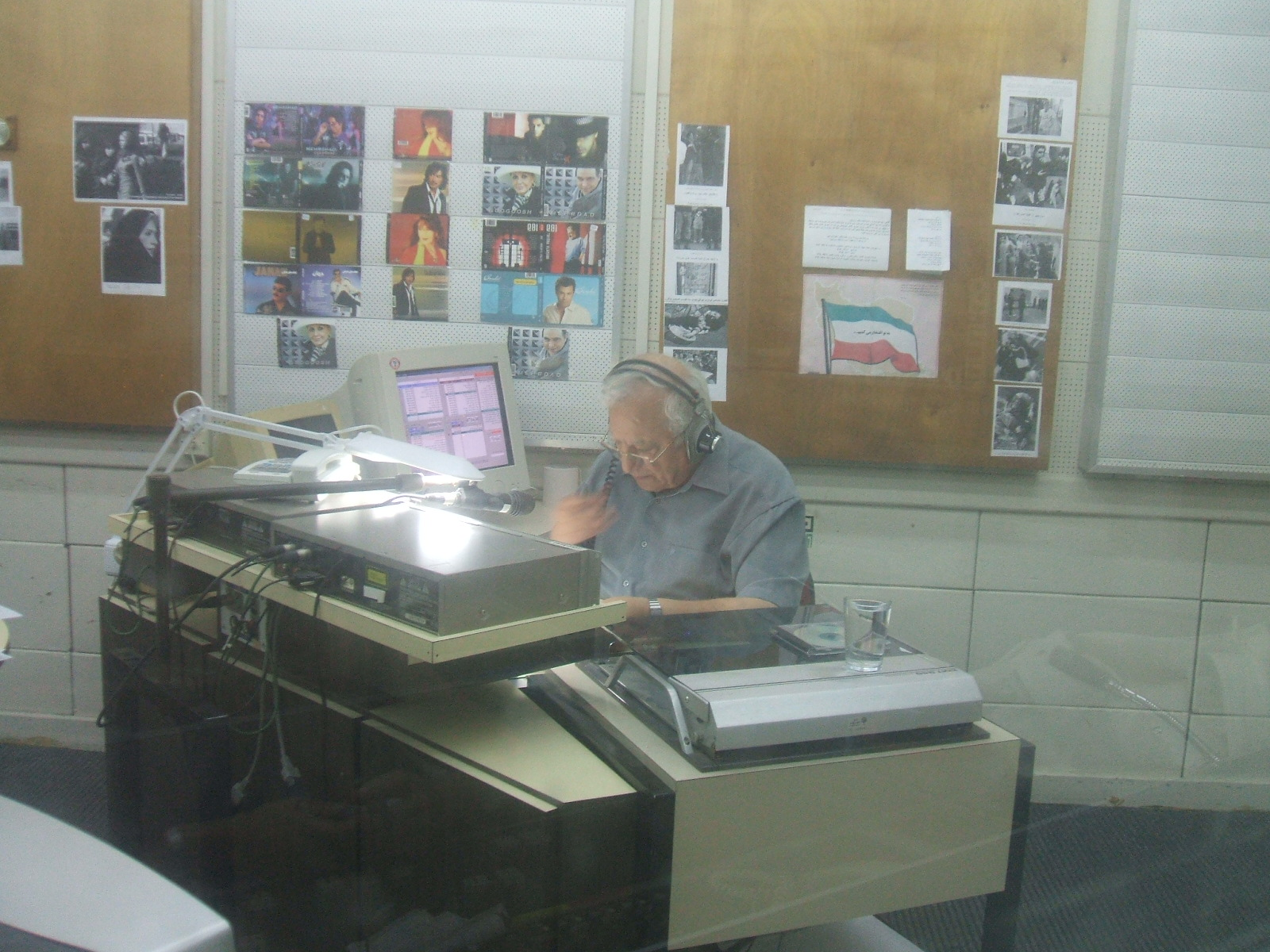
صدای اسرائیل که از شهر اورشلیم به سوی ایران پخش می‌شود، تبلیغات سیاسی دولت اسرائیل بر ضد «ایران هسته‌ای» را به زبان فارسی منعکس و پخش می‌کند.

افراد بانفوذ و عالی‌رتبه‌ای در ارتش و سازمان‌های اطلاعاتی، نظامی و امنیتی اسرائیل و همچنین در میان سیاست‌مداران ارشد و رسانه‌های اسرائیلی، موافق یا مخالف «حمله پیش‌ گیرانه» آن کشور به «تأسیسات هسته‌ای ایران» هستند و هر یک از یک از این دو گروه نیز استدلال‌ها و تحلیل‌های خاص خود را دارند.
طرفداران «حمله پیش‌گیرانه» به تأسیسات هسته‌ای ایران، مذاکرات گروه ۵+۱ برای دست‌یابی به توافق دیپلماتیک برسر برنامه هسته‌ای این کشور را «شکست‌خورده» و «بی‌حاصل» و در جهت سیاست «اتلاف وقت» حکومت ایران ارزیابی می‌کنند. این گروه تأثیرگذاری منفی تحریم‌های اقتصادی غرب بر اقتصاد ایران برای حل بحران هسته‌ای را ناکافی قلم‌ داد می‌کنند و معتقدند که برنامه هسته‌ای ایران در طول این مدت به طرز قابل‌ توجهی پیشرفت داشته است و حکومت ایران در حال رسیدن به نقطه‌ای برگشت‌ناپذیر در چرخه غنی‌سازی اورانیوم و ساخت موشک‌های دارای قابلیت حمل کلاهک‌های هسته‌ای است.
از سویی مخالفان اسرائیلی «حمله پیش‌گیرانه» معتقدند که زندگی روزمره مردم اسرائیل با رفتن به یک «جنگ پُرمخاطره» با خطراتی جدی و مهیب روبرو خواهد شد.

## روشهای حمله احتمالی اسرائیل

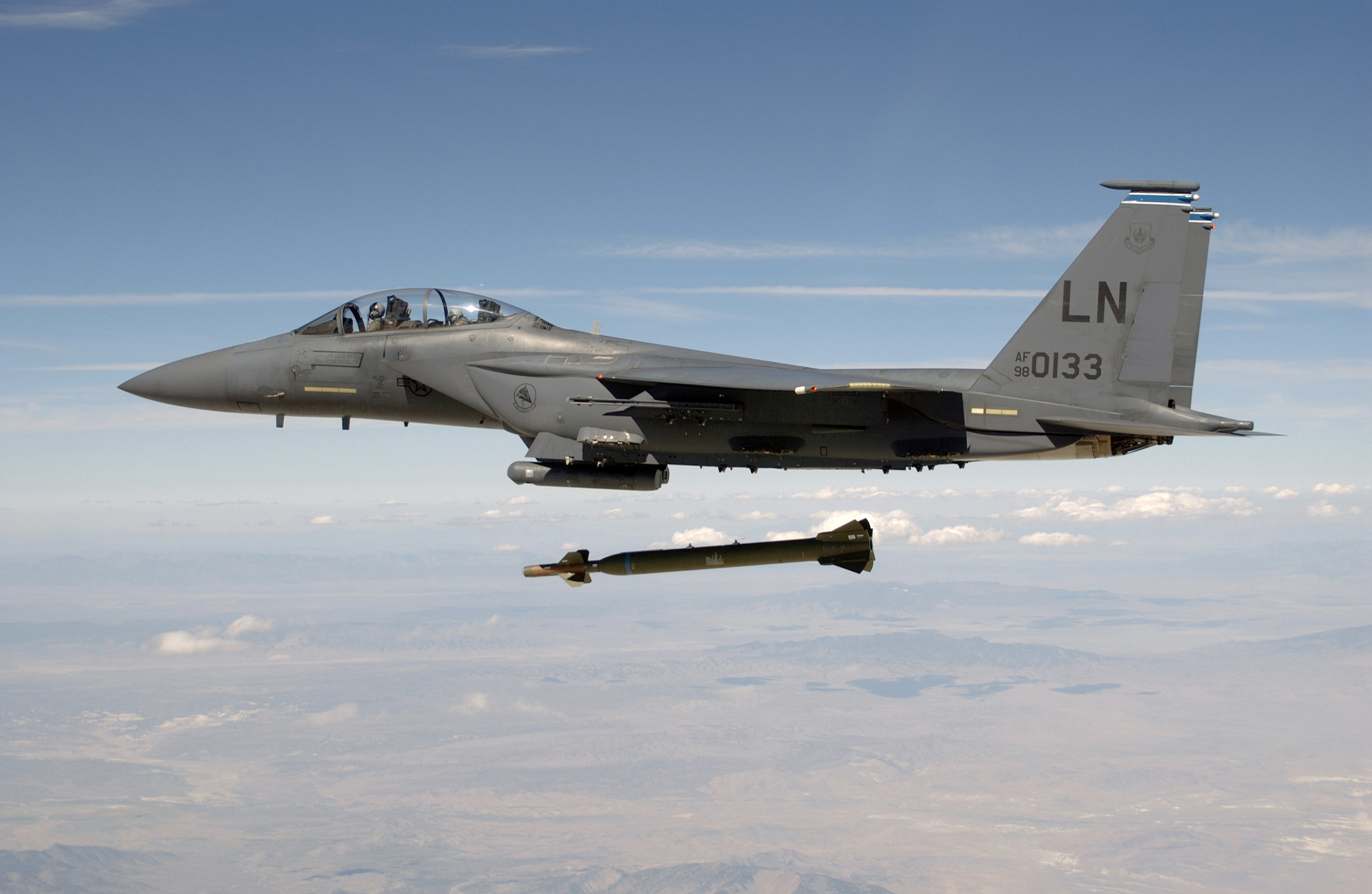
یک جنگنده اف-۱۵ایگل ارتش آمریکا در حال شلیک کردن موشک هدایت‌شونده لیزری جی‌بی‌یو-۲۸ که قادر به تخریب سنگرهای زیرزمینی است.

نیروی هوایی اسرائیل ۱۲۵ هواپیمای نظامی پیشرفته اف-۱۵ال و اف-۱۶ال، تعدادی جنگنده پیشرفته نسل پنجمی اف ۳۵ و ۵۵ موشک هدایت‌شونده لیزری مخصوص تخریب سنگرهای زیرزمینی موسوم به جی‌بی‌یو-۲۸ را از ایالات متحده آمریکا خریداری کرده است. جنگنده‌های نیروی هوایی اسرائیل به وسایل خودکار و مخازن اضافی سوخت مجهزند و برای حملات دوربرد مناسب هستند.

### مسیرهای احتمالی برای «حمله پیش‌گیرانه» اسرائیل
بر اساس تحلیل روزنامه اسرائیلی یدیعوت اخرونوت، چهار مسیر برای رسیدن جنگنده‌های نیروی هوایی اسرائیل به ایران وجود دارد: «مسیر جنوبی از فراز عربستان، مسیر شمالی از فراز سوریه و ترکیه، مسیر مرکزی از فراز اردن و عراق و مسیر طولانی‌تر از فراز دریای سرخ که مستلزم ورود به حریم هوایی کشور ثالث نیست».

### طرح ادعایی حمله به ایران
در تاریخ ۱۵ اوت ۲۰۱۲ میلادی، ریچارد سولیوان، خبرنگار آمریکایی مدعی شد که از طریق یک سیاستمدار اسرائیلی مرتبط با یک افسر بلندپایه مخالف جنگ در ارتش اسرائیل، به اسنادی محرمانه در مورد چگونگی حمله اسرائیل به ایران دست‌یافته است. بر اساس این طرح ادعایی، اسرائیل خود را برای جنگی ۱ ماهه آماده کرده است. به گفتهٔ ریچارد سولیوان، «عملیات نظامی با یک سری حملات سایبری گسترده علیه زیرساخت‌های ایران انجام خواهد شد. به دنبال آن موشک‌های بالستیک هدایت‌شونده به سوی تأسیسات هسته‌ای ایران، مراکز فرماندهی و تأسیسات نظامی، مراکز تحقیقاتی و توسعه مرتبط با سازمان انرژی اتمی و منازل چهره‌های ارشد مرتبط با برنامه هسته‌ای و توسعه موشکی ایران مورد اصابت قرار خواهد گرفت. در آخرین مرحله از جنگنده‌های سر نشین‌ دار برای تخریب باقی‌مانده اهدافی که از طریق موشک‌های بالستیک کاملاً نابود نشده‌اند، استفاده خواهد شد».

### تلفات انسانی
پژوهشی در دانشگاه یوتا و مؤسسه امید دربارهٔ تلفات حمله احتمالی اسراییل به ایران انجام شده است که می‌گوید در صورت حمله به مراکز هسته‌ای ایران (در اصفهان، اراک، نطنز و بوشهر) ممکن است بین پنج تا هشتاد هزار نفر کشته شوند. به گفتهٔ نویسندهٔ این تحقیق، خسرو سمنانی، کارشناس مدیریت صنعتی زباله‌های اتمی، سخنانی که از این جنگ احتمالی می‌شود همیشه همجوار مسائل سیاسی و در محیط سیاسی و اقتصادی مطرح شده ولی در مورد مردم ایران که هزینه اصلی این اتفاقات را می‌دهند هیچ صحبتی نشده است.
بر اساس این گزارش، بین سه هزار تا ده هزار نفر در دم کشته خواهند شد و علاوه بر آن، افراد زیادی در معرض تشعشعات اتمی قرار می‌گیرند و آمار کشته‌شدگان بسیار بیشتر خواهد بود. تنها در اصفهان ممکن است موجب کشته یا مجروح شدن بین هفتاد تا سیصد هزار نفر شود. همچنین این تحقیق نشان می‌دهد ایران آمادگی کمک به شهروندانی که در معرض تشعشعات اتمی قرار می‌گیرند را ندارد و «فاجعه‌ای خواهد بود در مقیاس بوپال و چرنوبیل».

## واکنش احتمالی پدافند هوایی ایران
ایران برای مقابله با حملات جنگنده‌های متخاصم، دارای پدافند ضدهوایی است و ۲۹ سیستم متحرک تور-ام۱ و اس ۳۰۰ ساخت روسیه را در خدمت دارد.
مقام‌های نظامی ارشد ایران اعلام کرده‌اند که در صورت حمله به ایران، تمام خاک اسرائیل و پایگاه‌های نظامی ایالات متحده آمریکا در منطقهٔ خاورمیانه، هدف موشک‌های ایران قرار خواهد گرفت.
ایران می‌تواند با استفاده از موشک‌های بالستیک شهاب ۳، سجیل ۲، قدر ۱۱۰ و شهید حاج قاسم و موشک بالستیک خرمشهر که توان رسیدن به خاک اسرائیل را دارند، ضرباتی را به آن کشور وارد کند.
بر اساس گزارش مؤسسه بین‌المللی مطالعات استراتژیک که در لندن مستقر است- توان ایران برای ضد حمله مستقیم به اسرائیل محدود است و ایران بر اساس اطلاعات به‌ دست آمده از منابع عمومی تا پیش از سال ۲۰۱۲ تقریباً شش دستگاه حمل و پرتاب موشک شهاب ۳ و قدر ۱ و دوازده تا هیجده دستگاه مناسب شهاب یک و دو داشته که بر اساس گزارش این مؤسسه این تعداد احتمالاً در حال افزایش است.

## ترور دانشمندان مرتبط با برنامهٔ هسته‌ای ایران
اسرائیل به ترور چند دانشمند هسته‌ای ایران مانند اردشیر حسین پور، مسعود علی‌محمدی، مجید شهریاری، فریدون عباسی و مصطفی احمدی روشن از سوی دولت ایران متهم شده است. چند منبع اروپایی دست داشتن موساد در این ترورها را تأیید کرده‌اند. از جمله روزنامهٔ انگلیسی‌زبان ایندیپندنت در مقاله‌ای تحت عنوان «کشنده‌ترین ترور کنندگان جهان» از موساد با نام «ماشین قاتل بی‌رحم اسرائیل» نام برده است و با برشمردن ترورها گفته است که «در همهٔ این ترورها امضای سرویس مخفی اسرائیل دیده می‌شود».
به دنبال ترور مصطفی احمدی روشن سخنگوی ارتش اسرائیل در این باره گفت «ما برای این قتل اشکی نمی‌ریزیم». به نوشتهٔ اورشلیم پست، فرماندهٔ ارتش اسرائیل، روز پیش از این حمله گفته بود، سال ۲۰۱۲ سالی بحرانی برای ایران خواهد بود و اتفاقاتی غیرطبیعی برای این کشور رخ خواهد داد.
مجلهٔ اشپیگل به نقل از یک مقام اطلاعاتی اسرائیل ترور داریوش رضایی‌نژاد را نخستین اقدام جدی رئیس جدید موساد تامیر پاردو اعلام کرد.
شبکهٔ ان‌بی‌سی از ترور ۴ دانشمند هسته‌ای از سال ۲۰۰۷ نام برد و به نقل از یک مقام آمریکایی، بدون فاش کردن هویت او، نوشت که حملات علیه دست‌اندرکاران برنامهٔ اتمی ایران توسط اعضای سازمان مجاهدین خلق و با حمایت مالی، آموزشی و تسلیحاتی سرویس اطلاعاتی اسرائیل انجام شده است. مقام آمریکایی مذکور به ان‌بی‌سی گفته است که دولت آمریکا از عملیات ترور مطلع است، اما نقشی در آن ندارد.
به دنبال پخش اعترافات مجید جمالی فشی در تلویزیون ایران مجلهٔ تایم نوشت: «وزارت اطلاعات ایران، تیمی را که توسط موساد مجهز شده و آموزش داده شده نابود کرده است. مقامات اطلاعاتی غربی، تأیید نمودند که جزئیات اعتراف مجید جمالی فشی در مورد ترور واقع شده در ژانویهٔ ۲۰۱۰ که توسط موتور سیکلت بر روی دانشمند هسته‌ای ایران، مسعود علی محمدی انجام شد، صحیح بوده است. مقامات اطلاعاتی غربی کشور ثالثی را عامل لو دادن این تیم اعلام کردند.»
رونن برگمن در کتاب برخیز و اول او را بکش می‌نویسد پس از آنکه آریل شارون داگان را به عنوان ریاست موساد منتصب کرد او را مسوول برهم زدن برنامه هسته‌ای ایران قرارداد، چرا که از دید هر دوی آنها یک تهدید علیه اسرائیل محسوب می‌شد. داگان برای به انجام رساندن این مهم به شیوه‌های مختلفی دست زد. دشوارترین و البته کاراترین آنها به اعتقاد داگان شناسایی دانشمندان کلیدی در صنعت موشکی و هسته‌ای و سپس کشتن آنها بود.
موساد پانزده تن از این افراد را شناسایی کرد و از بین آنها شش تا را حذف نمود. عملیات حذف بیشتر اوقات در هنگام صبح که در راه رفتن به سر کار بودند به‌ وسیلهٔ بمبهای سریع‌الانفجاری که توسط یک موتور سیکلت‌سوار به خودروی آنها می‌چسبیدند انجام می‌شد. این عملیاتها و بسیاری دیگر که توسط موساد کلید زده شده و در بعضی اوقات با همکاری ایالات متحده انجام می‌شدند همگی موفقیت‌آمیز بودند.
اسرائیل همچنین به ترور محسن فخری‌زاده متهم شده است. یک مقام رسمی ارشد اسرائیل که سالها مشغول ردگیری محسن فخری‌زاده بود چند روز بعد از ترور فخری زاده در مصاحبه‌ای با نیویورک تایمز اعلام نمود جهان باید از اسرائیل به خاطر کشتن فخری‌زاده تشکر کند. وزیر انرژی اسرائیل یووال استاینیتز در پی این ترور اعلام داشت ترور فخری زاده برای جهان مثبت است.
نتانیاهو نخست‌وزیر اسرائیل پس از ترور محسن فخری‌زاده مقام وزارت دفاع ایران در پیام ویدیویی گفت: «طی هفتهٔ اخیر کارهایی انجام دادم که نمی‌خواهم شما را از همه آن‌ها مطلع کنم. این برای شماست، شهروندان اسرائیل، برای کشورمان، این هفته دستاوردها بود، و بیشتر هم خواهد شد».

### واکنش ایران
وزارت اطلاعات جمهوری اسلامی ایران مدعی شده است که مأموران این وزارت‌خانه پس از وقوع اولین موج ترور دانشمندان هسته‌ای، «پایگاه‌های اطلاعاتی و عملیاتی اسرائیل را زیر نظر گرفته و عده‌ای از افسران اطلاعاتی اسرائیل و تروریست‌های مزدور» آن‌ها را شناسایی و دستگیر کرده‌اند.
در تاریخ ۲۶ اردیبهشت ۱۳۹۱ خورشیدی، مجید جمالی فشی که در ارتباط با ترور مسعود علی‌محمدی در دادگاه انقلاب محاکمه و به جرم «جاسوسی برای موساد و آمریت در ترور مسعود علی‌محمدی» محکوم به اعدام شده بود، در زندان اوین اعدام شد.
بعدها سردار حسین سلامی جانشین فرماندهٔ کل سپاه پاسداران انقلاب اسلامی در بهمن ۱۳۹۳ اعلام کرد که ایران پاسخ اسرائیل را داده است. وی گفت: «شما دیدید یک دوره، صهیونیست‌ها دانشمندان هسته‌ای ما را ترور کردند، اما فقط خود آنها می‌دانند که پاسخ این اقدام را ما کجا دادیم، ما اعلام نمی‌کنیم اما خود آن‌ها می‌دانند، بعد از آن (از ترور دانشمندان هسته‌ای) دست کشیدند.»

#### اعتراف تلویزیونی متهمان به همکاری با سرویس اطلاعاتی اسرائیل
در دی‌ماه ۱۳۸۹ تلویزیون دولتی ایران، فیلم اقرار تلویزیونی مجید جمالی فشی را پخش کرد که در آن وی خود را مأمور و تعلیم‌دیده توسط موساد معرفی کرد و مسئولیت ترور مسعود علی‌محمدی را پذیرفت.
در مردادماه ۱۳۹۱ شبکهٔ ۱ سیمای جمهوری اسلامی ایران با پخش برنامه‌ای ویژه به نام کلوب ترور، اعترافات تلویزیونی برخی از متهمان به دست‌داشتن در قتل افراد مرتبط با برنامهٔ هسته‌ای ایران را پخش کرد که در آن از اسرائیل به عنوان «ستاد فرماندهی عملیات ترور دانشمندان هسته‌ای ایران» یاد شد.

### فهرست کشته‌شدگان
- در تاریخ ۲۲ دی ۱۳۸۸ خورشیدی، مسعود علی‌محمدی، استاد فیزیک دانشگاه تهران بر اثر انفجار یک بمب مغناطیسی کشته شد.[۴۲]
- در تاریخ ۸ آذر ۱۳۸۹ خورشیدی، مجید شهریاری، استاد فیزیک دانشگاه شهید بهشتی هدف سوء قصد با بمب مغناطیسی قرار گرفت و به قتل رسید.[۴۲]
- در تاریخ ۸ آذر ۱۳۸۹ خورشیدی، فریدون عباسی دوانی، استاد فیزیک دانشگاه شهید بهشتی در منطقهٔ ولنجک تهران، هدف سوء قصد با بمب مغناطیسی قرار گرفت، اما جان سالم به در برد.[۳۸]
- در تاریخ ۲۱ دی ۱۳۹۰ خورشیدی، مصطفی احمدی روشن، معاون بازرگانی تأسیسات غنی‌سازی نطنز بر اثر انفجار یک بمب مغناطیسی در منطقهٔ سیدخندان تهران کشته شد.[۴۳]
- در تاریخ ۱ مرداد ۱۳۹۰ خورشیدی، داریوش رضایی‌نژاد، متخصص وزارت دفاع به ضرب گلوله در تهران به قتل رسید.[۴۲]

### اتهام حمله به دیپلمات‌ها و شهروندان اسرائیلی
در واکنش به ترور دانشمندان مرتبط با برنامهٔ هسته‌ای ایران، دولت آن کشور مظنون به طراحی و اجرای یک رشته حملات تلافی‌جویانه است که در تاریخ ۱۳ فوریهٔ ۲۰۱۲ میلادی، در کشورهای هندوستان، تایلند و گرجستان علیه وابسته‌های دیپلماتیک اسرائیل به وقوع پیوست. همچنین ایران از سوی مقامات اسرائیلی متهم به تلاش برای بمب‌گذاری علیه منافع اسرائیل در کشورهای کنیا و قبرس شده است.
پلیس بین‌الملل در این رابطه دستور بازداشت چند نفر از شهروندان ایران که مظنون به مشارکت در این عملیات‌ها بودند را صادر کرده است.
در تاریخ ۱۸ ژوئیهٔ ۲۰۱۲ میلادی، حملهٔ انتحاری به یک اتوبوس حامل توریست‌های اسرائیلی در شرق بلغارستان منجر به مرگ ۵ نفر از شهروندان اسرائیل شد.

#### واکنش اسرائیل
بنیامین نتانیاهو، نخست‌وزیر اسرائیل، در واکنش به این حملات گفت: «ایران بزرگ‌ترین صادرکنندهٔ تروریست در جهان است و رد پای این کشور را در پس این حملات می‌توان دید». دولت ایران این اتهامات را رد کرده است.

## بدافزارها و ویروس‌های رایانه‌ای
در تاریخ ۱۶ ژانویهٔ ۲۰۱۱ میلادی، روزنامهٔ نیویورک تایمز در مقاله‌ای تحقیقی نوشت که «اسرائیل کرم رایانه‌ای استاکس‌نت را ابتدا در مرکز هسته‌ای دیمونا و بر روی سانتریفیوژهای مشابه‌ای که در ایران از آن‌ها در تأسیسات غنی‌سازی نطنز استفاده می‌شود، آزمایش کرده بوده است». این در حالی‌ست که دولت اسرائیل یا آمریکا هیچ‌گاه به‌طور رسمی دست‌داشتن در انتشار ویروس استاکس‌نت را تأیید نکرده‌اند.
در تاریخ ۲۰ ژوئن ۲۰۱۲ میلادی، روزنامهٔ واشینگتن پست در یک مقالهٔ تحقیقی نوشت که بدافزار شعله که ساختار بسیار پیچیده‌ای داشت با هدف «جاسوسی از شبکه‌های رایانه‌ای و کسب اطلاعات لازم برای ایجاد اخلال در پیشرفت برنامهٔ هسته‌ای ایران» توسط سازمان اطلاعات مرکزی آمریکا، آژانس امنیت ملی ایالات متحده و ارتش اسرائیل تولید و علیه ایران مورد استفاده قرار گرفته است. شرکت کاسپرسکی لب، تاریخ آغاز حملات بدافزار موسوم به «فلیم» را از اوت ۲۰۱۰ میلادی ارزیابی کرده است.
در سال ۲۰۱۶ میلادی، دکتر مانی محرابی عضو هیئت علمی اندیشکدهٔ روابط بین‌الملل ایران در گفت‌وگو با بخش جهانی خبرگزاری اسپوتنیک روسیه، آژانس اطلاعات مرکزی ایالات متحدهٔ آمریکا موسوم به سیا به همراه سازمان اطلاعات و وظایف ویژه اسرائیل، موساد را مسئول این بدافزار معرفی و هدف آن را آسیب رسانی به ساختار برنامهٔ هسته‌ای ایران معرفی کرد. این ادعا با واکنش مسئولان دولت اسرائیل مواجه شد.

## اتهام خرابکاری
در تاریخ ۱۷ سپتامبر ۲۰۱۲ میلادی، فریدون عباسی دوانی، رئیس سازمان انرژی اتمی ایران از وقوع انفجار عمدی در خطوط برق مجتمع غنی‌سازی فردو در تاریخ ۱۷ اوت ۲۰۱۲ میلادی، خبر داد و افزود که «قطع برق یکی از راه‌های آسیب‌رساندن به ماشین‌های سانتریفیوژ» است.
در تاریخ ۳۰ اکتبر ۲۰۱۳ میلادی، محمود علوی، وزیر اطلاعات ایران گفت: «در واقع این افراد دزد بودند و نه خرابکار هسته‌ای و از اهالی روستای همان اطراف نیروگاه بودند و سابقهٔ این کارها را هم داشتند».